# Ectoedemia jacutica
Ectoedemia jacutica is een vlinder uit de familie dwergmineermotten (Nepticulidae). De wetenschappelijke naam werd voor het eerst geldig gepubliceerd in 1988 door Puplesis.